# 首相公選制
首相公選制（しゅしょうこうせんせい）とは、政府の長である首相を国民からの投票によって直接的に選出する制度である。

## 概説
首相職を設置する国家では、議会による選出または元首による任命が一般的である。しかし、国民の多数が支持する人物が必ずしも首相に就任するとは限らず、国民の意思と乖離する可能性がある。首相公選制は首相を選挙により直接的に選出することにより、民意に基づいた行政運営が行われることを目的とする。実際の制度の運用において政治抗争や政情不安定などの要因がある場合には、それを解決するための一つの方策として首相公選制の導入が主張されることがある。
一概に首相公選制といっても、実質的なアメリカ型大統領制への転換を目指すものや、イギリス型議院内閣制の原理の一部に修正を加えるものなど論者により内容は大きく異なる。
首相公選制のモデルとしては、まず議会選挙から切り離して大統領を選出するアメリカ型大統領制を指向するモデルがある。日本では小泉内閣の「首相公選制を考える懇談会」報告書の第一案（国民が首相指名選挙を直接行う案）などがある。通常「首相公選制」というときには、このようなモデルを指して用いられることが多い。このような首相公選制を実施している国家は2022年現在存在しないが、イスラエルでは1992年から2001年まで導入していた（首相の選出方法として国民の直接選挙を採用し、議会に不信任決議を認めていた）。
このモデルの首相公選制の下では、立法権を担う議会と共に行政権を担う首相も国民から直接的に選ばれることになるが、この点は行政権を担う大統領を議会選挙からは独立した選挙によって選出するアメリカ型大統領制に近い制度となる（アメリカ大統領選挙は厳密には間接選挙であるが、実質的には直接選挙として機能している）。首相公選制は首相の権力基盤の強化という観点から主張されるが、アメリカ型大統領制は本来、大統領と議会とが別々に選出され民意が二元的に表れる二元代表制である。アメリカ型大統領制は、立法権と行政権を厳格に分離し権力分立を指向するのに対して、イギリス型議院内閣制は立法権を担う議会多数党派が行政権の中枢も担うことから権力集中を指向する制度であるとされる。また、一元代表制であるイギリス型議院内閣制の下では議会多数党派がそのまま内閣を組織して政権を担い、その議会選挙では内閣与党の治績の良否などの点から国民の審判を仰ぐことになる。これに対して、二元代表制であるアメリカ型大統領制に近い首相公選制を採用する場合、首相の所属政党と議会多数党が一致するという保証はないため、首相の所属政党と議会の多数政党が異なる状態となった場合に、首相が立法権を有する議会と対立して国政の停滞を招くのではないかといった点や、統治責任が議会と首相に分散することになり責任の所在が不明確化するのではないかといった点などが大きな問題点として挙げられている。
首相公選制はイタリアなどでも改革案として取り上げられることがあるが、フランス議会上院で法務副委員長を務めたパトリス・ジェラールは、首相公選制は多くの場合首相が議会と対立することになるため悪い制度であるとし、議会多数派のトップが首相となるイギリスやドイツの制度の方が優れているという見解を示している。また、フンボルト大学教授のミヒャエル・クレプファーは難しい問題と前置きした上で、ヴァイマル憲法時代にそれぞれ別に公選される大統領と議会の多数派との対立により政治的混乱を招き、ナチスによる権力掌握を許してしまったことを指摘し、ドイツの首相の指導力がなぜ強いかは後任の首相が選出される場合のみ、不信任を可決できる建設的不信任の制度による結果であるとしている。
これに対して議会選挙を実質的な首相指名選挙として機能させるモデルもある。日本では小泉内閣の「首相公選制を考える懇談会」報告書の第二案（議院内閣制を前提とした首相統治体制案）などが挙げられる。議院内閣制は議会のみが選挙により選出されて内閣はそれを基盤として成立するため、民意は一元的に表れる一元代表制である。したがって、国民が首相指名選挙を直接行う案とは異なり「分割政府」の心配はない。ただ、首相選出方法をいかに直接的なものに近づけるかといった点が課題となっている（小泉内閣の「首相公選制を考える懇談会」報告書の第二案（議院内閣制を前提とした首相統治体制案）は憲法に政党条項を加えて、政党が首相候補者の選出について国民参加の余地を広げるよう義務付けるとしている）。
先述のように首相公選制といっても制度像は論者により大きく異なっているが、特に以下の点が制度上の論点となる。
- 首相の議会解散権を認めるべきか（大統領の議会解散権は国によって異なる。米国では認められていない)
- 議会は公選された首相に対して不信任決議あるいは弾劾しうるか（米国では議会の大統領に対する不信任決議の制度はない。また、弾劾制度については設けられているが弾劾の事由は反逆罪など限定されたものとなっている[3]）
- 首相に法律案や予算案の提出権を認めるべきか（米国では大統領には条約等を除く議案の提出権は認められていない[3]）
- 首相に法律案の成立を阻止する拒否権を認めるか（米国では大統領に拒否権を認めている一方、両院が3分の2以上の賛成で再可決した場合には法律になるとしている）

## イスラエルの首相公選制
1992年、イスラエルのクネセト（国会）において世界初の首相公選法が成立し、1996年に初めて首相選挙を行い、ベンヤミン・ネタニヤフが初めての公選首相に選出された。しかし、新制度による選挙民の投票行動の変化からクネセトの議員の構成が小党分立傾向が強くなり、またクネセトに内閣不信任決議の権限が与えられていたこともあって政局が不安定になり、首相の指導力は大きく低下した。つまり、目指す方向とは逆の結果になってしまったのである。
その後、1999年、2001年と計3度にわたって首相公選を行ったものの、2001年の公選で成立したシャロン政権発足直前にリクード、労働党の賛成多数で廃止した。公選廃止はシャロンの政敵だったネタニヤフの台頭を阻止するという面もあった。

## 日本における首相公選論
首相公選制を導入すべきとする議論のことを首相公選論と呼ぶ。首相公選論の背景には、国のトップを直接選べない議院内閣制に対する不満、現実の政党政治に対しての疑念あるいは不信感が底流にあるとされる。
首相公選論の内容としては、実質的な大統領制への転換を目指すもの、議院内閣制の原理の一部に修正を加えるもの、政党の党首選挙において一般党員による予備選挙を行うことで実質的な首相公選を目指すものなどがある。小泉内閣の下での「首相公選制を考える懇談会」でも、国民が首相指名選挙を直接行う案、議院内閣制を前提とした首相統治体制案、現行憲法の枠内における改革案の三案が制度構想として示された。
大統領制のように国民が首相指名選挙を直接行う制度（例として「首相公選制を考える懇談会」の第一案）を採用する場合、現行の日本国憲法において内閣総理大臣は国会の議決に基づいて指名するとしているため（67条1項）、導入には憲法改正が必要になる（これを採用するにしても、フランスのような半大統領制を目指すのか、アメリカ型大統領制を目指すのかによって大きく異なるとされる）。また、議院内閣制の原理の一部に修正を加える場合にも、制度によっては憲法改正が必要となる（「首相公選制を考える懇談会」の第二案では憲法に政党条項を加えるとしている）。
このほか首相公選論の具体的内容については、首相の議会解散権やこれに対する議会の公選首相に対する不信任決議を認めるか否か、法律案や予算案に対する首相の拒否権を認めるか否か、内閣を構成する国務大臣（閣僚）を占める国会議員の割合など、その制度像は論者ごとに大きな幅がある。なお、首相公選制のほかに衆議院議員選挙を実質的な首相指名選挙として機能・運用させる国民内閣制の議論があるが、これは憲法改正を必要とするものではない。

### 首相公選論の経緯
第二次世界大戦後、最初に首相公選論を提唱したのは、1945年12月に幣原内閣の憲法問題調査委員会において「憲法改正に関する意見書」を提出した野村淳治東京大学名誉教授であるといわれる。その後、中曽根康弘元首相が1961年に直接の国民投票による首相公選制度を提唱したことで広く知られるようになった。
2000年に発足した森内閣が自民党の一部の幹部の話し合いで誕生したこと（五人組）から、導入意見が一時盛り上がった。
小泉純一郎は首相在任時の2001年6月26日に私的諮問機関として「首相公選制を考える懇談会」を発足させ、具体的提案をすることとした。2002年8月7日には12回にわたる会議の結果を踏まえ「首相公選制を考える懇談会」報告書が小泉に提出された。
おおさか維新の会（現・日本維新の会）は、政策の一つに首相公選制の導入を掲げている。

### 首相公選制導入への賛成論
首相公選制に積極的な意見としては次のような点を根拠として挙げる。
- 派閥、政治抗争、政情不安定などの要因はイギリス型議院内閣制が日本に適合しないことに起因する。
- 国会と政府、議院と大臣との関係を断ち切り、派閥政治・族議員政治・国対政治の弊害を克服できる。

首相の任期が保障される制度をとる場合には安定的な政権基盤による政権運営が可能となる。
- 民意を正確に反映するもので主権在民の原理を前進させるものである。
- 国民の政治意識・責任感を向上させるものである。
- 議会における野党側も首相候補を擁立できる。
- 国会議員に限らず民間人など幅広い人材を発掘することができる

ただし、立候補の資格要件については議論がある（#選出方法に関する問題）。
- 国民が選挙戦を通じて指導者としての資質をみる機会をうむ。

### 首相公選制導入への反対論
首相公選制に消極的な意見としては次のような点を問題点として挙げる。
- 日本国および日本国民統合の象徴である天皇の地位と衝突する[26]（#天皇制との関係における問題）。
- 立法部と行政部の関係が疎遠なものとなり両者に不一致が生じたときに国政の停滞を招く（#議会制との関係における問題）。
- 派閥、政治抗争、政情不安定などの要因が議院内閣制によるものとみるのは的外れである。

これらの問題の根因と考えられてきた問題は議院内閣制（内閣制度）の問題ではなく政党あるいは官僚機構にある（中選挙区制度、政党の利権共同体としての体質、派閥抗争、内閣と与党の二元構造、党運営上の平等主義、政権交代の欠如、官僚機構の分担管理原則、予定調和的な政策形成など）との指摘がある。
- アメリカとは政治的伝統や諸条件が大きく異なる。

イギリス型議院内閣制が日本に適合しないという主張に対しては、イギリス以上にアメリカとわが国とでは政治的・社会的・経済的に異なるとの指摘がある。
- ポピュリズムに陥り煽動的政治家の出現を招くおそれがある。
- 首相公選制が導入されると、東京都など大都市は人口が多く、選挙権を持つ有権者が多いため、選挙戦での影響力が大きくなる可能性がある。そのため、大都市の有権者の関心や意見が政策に反映されやすくなり、地方のニーズが後回しにされる恐れがある。

このほか議会が首相に対するチェック機能を果たせなくなり首相の強権的政治に陥るおそれがあるのではないかとの指摘もある。

### 「首相公選制を考える懇談会」報告書
2002年8月7日の「首相公選制を考える懇談会」報告書では三つの案が示されている。
- 第一案　国民が首相指名選挙を直接行う案

首相と副首相が一対となって立候補し国民が直接選出する。首相・副首相は任期4年（3選禁止）で衆議院議員総選挙を同時に行う。
- 第二案　議院内閣制を前提とした首相統治体制案

憲法に政党条項を導入し衆議院選挙で各政党が首相候補を明示して選挙を行うことで衆議院選挙を事実上の首相指名選挙として機能させる）。
- 第三案　現行憲法の枠内における改革案（与野党内での党首選出手続きを国民一般に開かれたものにする案）

本案については憲法改正ではなく各党が党則を改正することによって可能である。

### 首相公選論における論点

#### 天皇制との関係における問題
国民による直接選挙により国政の最高指導者が選出されるとき、その指導者は極めて強い正統性を帯びることになる。アメリカ合衆国大統領のように、通常、共和制をとる国では大統領が元首とされる。日本で首相公選制を採用する場合、国民が直接選出した公選首相と国民統合の象徴である天皇との関係が問題点として指摘される。公選首相は国民を直接代表する地位にあるため必然的に大統領的な性質を帯びるものとなり、日本国及び日本国民統合の象徴であり事実上元首としての役割も担っている天皇の地位と矛盾するのではないかという問題がある。このような懸念に対しては、天皇は歴史と文化を背景とする精神的統合の象徴であるのに対し、公選首相は行政権の執行を委ねる統合者であり次元を異にするとの指摘もある。
「首相公選制を考える懇談会」報告書の第一案（国民が首相指名選挙を直接行う案）においては、天皇の元首性について学説においては区々に分かれている現状の下で、国民の直接選挙によって国民の総意として首相が選ばれ行政権を掌握することとなれば、首相は実質的に大統領と首相の地位を兼ね備えることとなり、現行の任命制度を維持しても学界・政界を中心に一層論議が紛糾するおそれが大きいとして、天皇の元首性を明確化すること、衆議院議長及び参議院議長については院の指名に基づいて象徴元首としての天皇が任命すること、全権委任状並びに大使及び公使の信任状については認証ではなく天皇の国事行為とすることなど、元首にかかる規定を整備すべきとの意見が出された。

#### 議会制との関係における問題

##### ねじれ現象の問題
大統領制に近い首相公選制を採用する場合、首相も議会も国民からそれぞれ直接的に選出されることになることから、首相と議会多数派が一致するという保証はなくなり、首相の所属政党と議会の多数政党が異なるねじれ現象（ねじれ国会）が常態化して国政の停滞を招くのではないかとの問題がある。首相が議会内に安定的な基盤を有しない場合には、立法権を有する議会との対立から国政が立ち行かなくなるのではないかとの懸念である。
この問題を解決するため首相と議会との役割分担（外交や防衛等については首相、内政や特定地域の利害にかかわる問題については議会など）の明確化が必要との意見もあるが、首相も議会も選挙での国民に対する直接の公約であることを理由として互いに譲らない事態が生じるのではないかとの懸念もあり論点となっている。
また、この対立を解消するために制度的に首相と議会の選挙を常に同時に行う制度をとることも考えうるが、国民は議会選挙で首相の所属政党と異なる政党に投票すること（いわゆる交差投票）も自由であるため、ねじれの発生を全く解消できるわけではないとされ、首相公選制を導入するには、このような場合に備えて首相と議会の一定の共存を可能とするシステムを考えなければならないという問題があるとされる。
実際、イスラエルでは首相公選制導入により有権者の投票行動に変化を生じ、首相選挙では大政党の候補者に投票する一方で、議会選挙では自らの利害を最も代弁する小政党の候補者に投票するといういわゆるスプリットチケットがみられるようになり、議会では少数政党が乱立し、公選首相も議会での安定多数確保のために少数政党との連立を強いられた結果、指導力の発揮とはかけ離れた状態となったという指摘がある。
「首相公選制を考える懇談会」報告書の第一案（国民が首相指名選挙を直接行う案）でも、本案の最も重要な問題点として、首相が属する政党が国会では少数派である状態（いわゆる「分割政府」）を生じ、首相と国会の間の政治的停滞・膠着状態が起きかねないという点を指摘しており、また、統治責任が議会と首相に分散することになるため与党の政治責任が不明確化することをも意味すると課題を挙げている。また、同案では首相を選出し内閣を支えることで求心力を保っている政党が更に弱体化し、議員がより地元利益密着型になっていく可能性も否定できないとしている。
これに対し「首相公選制を考える懇談会」報告書の第二案（議院内閣制を前提とした首相統治体制案）は、「分割政府」の心配がないという点では第一案の場合と異なるとされる。

##### 解散権・不信任決議の問題
議院内閣制の下では議会と内閣の協働関係が破綻するに至ったときには、内閣不信任決議、内閣総辞職、議会解散権の行使のいずれかによって解決が図られる。これに対してアメリカ型の大統領制においては、原則として大統領は任期を全うする一方（議会による不信任決議はなく弾劾制度が設けられているが弾劾の事由は狭く限定されている）、大統領には議会解散権が与えられておらず厳格な権力分立がとられていることを特徴とする。
首相公選論を採用する場合には、行政府と立法府の意思の対立を生じた場合にどのように決着させるかという点についての制度設計が問題となる。
大統領制の下において大統領は数年の任期を全うするのが通例である。そこで首相公選制を導入した場合において、失政を理由とする首相の罷免や交代を制度上認めるべきかという問題がある。
数年にわたる任期は政権安定につながるとみる向きもある。その一方で、首相が無力で実行力にかける場合や国民の意見と違う政治を行うようになった場合にも数年間にわたり首相の地位にあることになる点を問題視する見解もある。首相公選制を採用する場合、国民の絶対数が多い関係上、地方政治の場合とは異なりリコール制の導入は現実的でなく、また、国民から直接公選で選ばれている首相を議会が不信任あるいは弾劾で罷免・交代させることは理論的に疑問もあるとされる（アメリカでは弾劾制度が設けられてはいるがこれは刑事事件（反逆罪や収賄罪などで有罪の判決を受けた場合）に弾劾の事由を限定した制度である）。政治制度として仮に首相を弾劾・不信任する制度を創設する場合には、両者の権力の均衡の関係から、首相にも議会解散権を認めるべきということになる。
ただ、イスラエルにおける首相公選制は議会に首相を解任できる権限があったために混乱を生じたとの分析もある。アメリカのように議会による不信任を認めず完全な分離をとるべきとの意見もあり論点となる。
「首相公選制を考える懇談会」報告書の第一案（国民が首相指名選挙を直接行う案）では国会に特別多数決（2/3以上）による不信任・弾劾訴追を認め、衆議院が不信任を議決した場合、首相・副首相の再選挙を行うとともに衆議院も同時に解散となるとする。
「首相公選制を考える懇談会」報告書の第二案（議院内閣制を前提とした首相統治体制案）では、安易な政権交代を阻止するとともに、政府批判や政権交代の責任を明らかにするための制度としてドイツ連邦共和国基本法第67条 のような建設的不信任決議の手続やフランス共和国憲法第49条 のような首相（内閣）信任決議の手続が必要として導入・整備するとしている。

##### 法案・予算案提出権と拒否権の問題
現行の日本の内閣には法案提出権・予算提出権があるが、公選首相にも法案や予算案の提出権が認められるか否かが問題となる。制度的にはアメリカ合衆国大統領のように法案・予算案の提出権は認められないが法案拒否権を認めるとする制度をとるか、現行の日本の地方自治体の首長のように法案（地方においては条例案）や予算案提出権は認めるものの拒否権は認めないとする考え方に分かれるとされる。
「首相公選制を考える懇談会」報告書の第一案（国民が首相指名選挙を直接行う案）では、首相を国会審議から物理的に離れて自由に行動することができるようにし、また、立法機関としての国会の改革と強化を促す意味でアメリカ型の制度をとるべきとの意見も強く表明されたが、最終的には首相の強力な指導力を確保するとともに議院内閣制の伝統と経験を積極的に生かす意味から首相が法案・予算案提出権を持ち審議にも出席できる制度としている。

##### 議院への出席の問題
現行の日本の制度では国務大臣は両議院での議席の有無に関わらず議案について発言するため議院への出席の権利義務が認められている（憲法第63条）。しかし、アメリカ型の大統領制においては厳格な三権分立がとられており大統領も政府職員も原則として議会に出席して発言できない。反対に制度上、大統領は議員の質問に答える義務がないとされる。そのため、首相公選制の下でこれに近い制度をとるとき国会は公選の首相の政治責任を問うことができるのかという問題がある。また、党首討論はアメリカ型の統治機構においては制度化しにくいとの指摘がある。
「首相公選制を考える懇談会」報告書の第一案（国民が首相指名選挙を直接行う案）では首相の国会審議出席権を認めている。なお、この案では国会出席義務の点については特に触れられていない。

#### 選出方法に関する問題
首相公選制に対する問題点として首相公選が単なる人気投票になり衆愚政治に陥ってしまうのではないかという懸念がある。そのため首相公選制の下でも候補者は政治的資質を備えた者が当選できる何らかの仕組みが必要とされる。
この点を制度的に担保するために議員の一定の人数の推薦を受けるなど選挙において資格要件を設けるべきとの意見もあるが、政党が常に見識をもって候補者の擁立を行うとは限らず、また、国民の自由な判断の下に首相を選ぶという本来の趣旨に反する結果になるのではないかとの問題点が指摘されている。
この点については資格要件のハードルを高くすると立候補できる者の範囲が狭くなることになり、反対に低くしすぎると泡沫候補の問題を生じることになるという問題がある。
「首相公選制を考える懇談会」報告書の第一案（国民が首相指名選挙を直接行う案）では立候補に一定数の国会議員の推薦を条件としている。
公選首相と与党党首の関係も問題となる。党首以外の者が党推薦の候補者となるとき、与党の党首に頭を下げなければ国会審議が進まないという事態になり、首相の地位が今よりも弱くなるのではないかとの懸念がある。また、現に党首の地位にある者が党の推薦を受けて候補者になるような制度であるならば公選を行う必要はないとの見解もある。
予選制度を導入すべきか否かという論点もある。「首相公選制を考える懇談会」報告書の第一案（国民が首相指名選挙を直接行う案）では二回投票制（一回目の投票を一種の予備選挙と捉える）を採用している。本案の課題として報告書の中では、首相や副首相の資質を知るための客観的情報がマスメディア等の媒体によって適切に提供されるかどうか、また、国民がそれを有効活用して冷静な投票を行うことができるか懸念は残るとしている。なお、首相公選制の下で予選制度を導入すべきとする主張に対しては、さらに莫大な費用が必要となり、予選で選ばれた者が最終的に本選挙で勝利するとは限らないとの批判などがある。

#### 内閣の組織における問題
現行の日本の制度では、国務大臣の過半数は国会議員の中から選ばれなければならない（憲法第68条第1項但書）。
これに対してアメリカ型の大統領制においては厳格な権力分立がとられており議員と政府職員との兼職は禁じられている。アメリカ型の大統領制に近い首相公選制を採用する場合には国会議員と国務大臣の兼職はできないことになる。
「首相公選制を考える懇談会」報告書の第一案（国民が首相指名選挙を直接行う案）では、首相、副首相、大臣、副大臣、政務官等と国会議員との兼職は禁止される一方、閣僚は衆議院がその3分の2以上の多数決で不信任とした場合はその職を解かれるものとしている。
一方、「首相公選制を考える懇談会」報告書の第二案（議院内閣制を前提とした首相統治体制案）では、国務大臣（閣僚）には基本的に衆議院議員が就任するものとしているが、これは必ずしも参議院議員又は民間人の大臣登用を排除する趣旨ではなく、参議院議員又は民間人が大臣に就任したときは、特に下院に対して政治責任を負うという議院内閣制の趣旨から、必ず次期の衆議院議員総選挙に立候補して、その洗礼を受けるべきことを要求している。

#### 司法権との関係における問題
現行の日本の制度では、最高裁判所長官については内閣の指名に基づいて天皇が任命し（憲法第6条第2項）、その長たる裁判官以外の裁判官は内閣でこれを任命している（憲法第79条）。ただ、首相公選制の下で公選首相が単独で全面的に裁判所の人事権をもつことは危険ではないかとの点から、国会の承認を要するとすべきとの指摘がある。
「首相公選制を考える懇談会」報告書の第一案（国民が首相指名選挙を直接行う案）では、首相は最高裁判所長官を指名し最高裁判所の他の裁判官を任命するが、その際、参議院の過半数の承認を得るものとしている。